# Elektrofil aromatisk substitution
Elektrofil aromatisk substitution, förkortat EAS, är en elektrofil substitutionsreaktion på en aromatisk molekyl.